# Josef Künzl
Josef Künzl (19. ledna 1919, Podmokly – 17. února 2007) byl československý voják a příslušník výsadku Chalk.

## Mládí
Narodil se 19. ledna 1919 v Podmoklech v okrese Děčín. Otec Josef byl číšník a poté i provozovatel restaurace, matka Julie, rozená Knapová, byla kuchařka. Měl jediného sourozence, sestru Věru. Obecnou školu započal v Podmoklech a dokončil v Praze, kam se rodina přestěhovala. V Praze také absolvoval měšťanskou školu. Poté se vyučil v roce 1933 číšníkem a po krátké praxi v otcově restauraci odešel za prací číšníka nejprve do Paříže, poté Casablanky a konečně v červnu 1938 do Londýna.

## V exilu
Po okupaci Čech a Moravy byl v Anglii 24. září 1940 odveden do československé zahraniční armády. Po základním výcviku byl zařazen k 2. pěšímu praporu. 7. března 1942 byl povýšen na svobodníka a 27. srpna 1942 odeslán k výcviku pro plnění úkolů zvláštního určení. Do 19. prosince 1942 absolvoval kurzy průmyslové sabotáže, parakurz a dokončovací kurz. Již v hodnosti desátníka byl odeslán do konspirativního výcviku v zaměstnání. Po návratu byl zařazen do vznikající skupiny Chalk. Společně s ostatními v období od 5. června do 12. září 1943 prodělal další tři konspirační cvičení. Již v hodnosti četaře byl společně s ostatními 8. října 1943 přesunut do Itálie na čs. vyčkávací stanici.

## Nasazení
Třicet minut po půlnoci 9. dubna 1944 byl spolu s ostatními vysazen u obce Větrov poblíž Kamýka nad Vltavou. Skupině se podařilo navázat spojení s Londýnem, ale již 13. května byli zatčeni. Využil zmatku při Hauptvogelově útěku a s velitelem Bednaříkem poškodili radiomaják Eureka. Po řadě výslechů se gestapo pokoušelo s jejich pomocí vylákat z Londýna shozy materiálu. Internováni byli ve vile na Jenerálce. 4. května 1945 vybaven německými falešnými doklady a měl být vyslán proti Rudé armádě s cílem provádět proti ní sabotáže. 7. května po propuštění odešel s ostatními ke svým rodičům do Holešovic.

## Po válce
12. května se ohlásil na ministerstvu obrany škpt. Nechanskému. 15. května byl zatčen NKVD, převezen do Nového Bydžova a vyslýchán. Poté byl převezen do Pardubic, kde stanul před polním soudem 4. ukrajinského frontu. Následoval transport do Moravské Ostravy a 12. července zpět do Prahy. V Praze na něj byla uvalena vazba a po výsleších orgány OBZ byl obžalován ze zločinu vojenské zrady. 12. února 1946 byl z vazby propuštěn a 14. února bylo stíhání zastaveno.
Po propuštění z vazby odešel na vlastní žádost z vojenské činné služby. Pracoval jako číšník, později jako nájemce kiosku. V dubnu 1948 emigroval přes americkou okupační zónu do Kolumbie. V Bogotě si otevřel restauraci a založil cateringovou firmu. V Kolumbii se také oženil. Z manželství vzešly dvě děti.

## Vyznamenání
- 1944 –  Pamětní medaile československé armády v zahraničí se štítky Francie a Velká Británie
- 1946 –  Československý válečný kříž 1939
- 1946 –  Československá medaile Za chrabrost před nepřítelem
- 1946 –  Československá medaile za zásluhy I. stupně